# Ciudad Valles
Ciudad Valles là một đô thị thuộc bang San Luis Potosí, México. Năm 2005, dân số của đô thị này là 156859 người.